# Overskudsgrad
Inden for virksomhedsøkonomi er overskudsgrad et tal for en virksomheds indtjeningsevne og angiver, hvor meget af virksomhedens omsætning der reelt bliver til overskud. 
Det anses som et af en virksomheds finansielle nøgletal. Overskudsgraden kaldes også EBIT-marginen (hvor EBIT er "Earnings before interest and tax").
Overskudsgraden beregnes som overskud før renter og skat divideret med omsætning. 
Overskudsgraden anses som en af tallene for rentabilitet i lighed med afkastningsgraden.
Som eksempler på store overskudsgrader kan nævnes at Coloplast havde en overskudsgrad på 29% i et kvartal omkring 2011,
mens ingrediensvirksomheden Chr. Hansen havde en overskudsgrad på 26% omkring samme tidspunkt.
I første kvartal 2015 nåede Novo Nordisk op på over 55%.